# District de Chivi
Le district de Chivi est une subdivision administrative de second ordre de la province de Masvingo au Zimbabwe.
En 2012, la population était estimée à 166 049 habitants.